# Жилина
Жи́лина (рос. Жилина) — присілок у складі Каргапольського району Курганської області, Росія. Входить до складу Журавльовської сільської ради.
Населення — 88 осіб (2010, 107 у 2002).
Національний склад населення станом на 2002 рік: росіяни — 97 %.